# Heliophila acuminata
Heliophila acuminata är en korsblommig växtart som först beskrevs av Christian Friedrich Frederik Ecklon och Carl Ludwig Philipp Zeyher, och fick sitt nu gällande namn av Ernst Gottlieb von Steudel. Heliophila acuminata ingår i släktet solvänner, och familjen korsblommiga växter. Inga underarter finns listade i Catalogue of Life.